# Drummond County Railway
Le Drummond County Railway (DCR), ou chemin de fer du comté de Drummond, est un chemin de fer canadien actif de 1886 à 1899. 

## Historique
À son expansion maximale, il s’étire de Lévis à Saint-Hyacinthe, au Québec.
Le DCR est acheté en 1899 par le gouvernement canadien et intégré au réseau de l’Intercolonial.
Actuellement, la ligne principale est encore en fonction, elle fait partie du réseau du Canadien National et est également empruntée par les trains de la société VIA Rail.